# 撣族民主聯盟
掸族民主联盟（緬甸語： [ʃáɴ táɪɴjɪ́ɴðámjá dìmòkəɹèsì ʔəpʰwḛdʑoʊʔ]，缩写SNLD）是一個緬甸政黨。該黨成立於1988年10月21日。在2015年的選舉中，該黨參選79個國會議席，並最終在上下議院分別獲得3席和12席。